# Jocs Olímpics d'Estiu de 2004
Els Jocs Olímpics d'Estiu de 2004 o Jocs Olímpics d'Atenes 2004, oficialment denominats Jocs de la XXVIII Olimpíada van ser els primers Jocs Olímpics del tercer mil·lenni i es van celebrar a la ciutat d'Atenes (Grècia) entre els dies 13 i 29 d'agost de l'any 2004.
Hi participaren 10.625 atletes (6.296 homes i 4.329 dones) de 201 comitès nacionals, que competiren en 28 esports i 301 especialitats.
L'epicentre de l'esdeveniment va ser l'Estadi Olímpic d'Atenes, també conegut com l'Estadi Spirídon Luïs en honor del primer campió de marató.
Era la segona vegada que els Jocs eren a la capital grega, després de la primera edició el 1896. El simbolisme de la Grècia clàssica va ser molt destacat. Per a la prova de llançament de pes es van utilitzar les antigues instal·lacions esportives d'Olímpia.
Durant totes les cerimònies d'entrega de medalles es van donar corones amb fulles de llorer a cadascun dels medallistes. Aquestes corones es donaven, entre d'altres premis, als Jocs Olímpics de l'antigor. De la mateixa manera, són l'emblema dels Jocs i hi figuren al seu logotip.
L'estadi Panathinaiko, on es van celebrar els Jocs de la I Olimpíada Moderna, també va ser una de les seus. Malgrat que els retards de les obres i l'obsessió per la seguretat van crear una relativa incertesa, la competició va transcórrer amb èxit i sense incidents.

## Ciutats candidates
Atenes ja havia demanat organitzar els Jocs de 1996, coincidint amb el centenari dels primers de l'era moderna, ja celebrats a la capital grega. Finalment va ser Atlanta l'escollida al setembre de 1990.
La seu dels primers Jocs del tercer mil·lenni, els de la XXVIII Olimpíada de l'era moderna el 2004 es va triar entre deu candidates. A la primera fase van ser eliminades cinc: Istanbul, Lilla, Rio de Janeiro, Sant Petersburg i Sevilla. Durant la 106a Sessió del COI, celebrada el 5 de setembre de 1997 a Lausana (Suïssa), es va fer la tria definitiva pel sistema tradicional. Quan una candidata obtinga la majoria absoluta dels vots és la guanyadora. Si no ho aconsegueix cap, s'elimina la candidata amb menys vots (fent-se un desempat en cas de romandre igualades) i es fa una nova ronda de votacions. Malgrat que Atenes va guanyar totes les rondes, va esdevindre necessària una quarta ronda, on es va confirmar l'elecció grega sobre la de Roma. Aquests varen ser els resultats de les votacions:
| Ciutat         | Comitè Olímpic | Ronda 1 | Ronda 2 | Ronda 3 | Ronda 4 |
| Atenes         | Grècia         | 32      | 38      | 52      | 66      |
| Roma           | Itàlia         | 23      | 28      | 35      | 41      |
| Ciutat del Cap | Sud-àfrica     | 16(62)  | 22      | 20      | -       |
| Estocolm       | Suècia         | 20      | 19      | -       | -       |
| Buenos Aires   | Argentina      | 16(44)  | -       | -       | -       |

## Instal·lacions

### Complex Olímpic d'OAKA
El Complex Olímpic d'Esports d'Atenes (OAKA segons l'abreviatura grega) representa el nucli dels Jocs d'Atenes. És situat a Marussi (precisament on va nàixer Spirídon Luïs) al nord-est d'Atenes. El projecte va ser dissenyat per l'arquitecte valencià Santiago Calatrava:

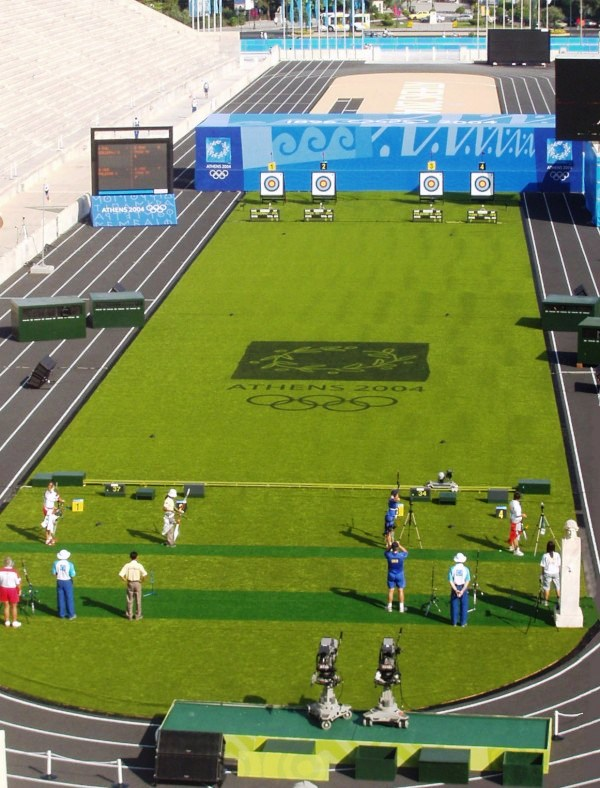
Competició de tir amb arc a l'estadi Panathinaiko
durant els Jocs Olímpic d'Atenes 2004.

- Estadi Olímpic d'Atenes → Cerimònies, Atletisme i Futbol.
- Centre Aquàtic Olímpic → Natació, Natació sincronitzada i Waterpolo
- Gimnàs Olímpic → Bàsquet i Gimnàstica.
- Centre Olímpic de Tennis → Tennis.
- Velòdrom Olímpic → Ciclisme.

### Complex Olímpic de Gudí
- Pavelló Olímpic de Gudí → Bàdminton
- Centre de Pentatló Modern → Pentatló modern

### Complex Olímpic d'El·linikó
- Centre Olímpic de Piragüisme → Piragüisme en aigües braves
- Centre Olímpic d'Hoquei → Hoquei sobre herba
- Centre Olímpic de Beisbol → Beisbol
- Centre Olímpic de Softbol → Softbol
- Indoor Arena → Bàsquet (fase preliminar) i Handbol (fase final)
- Pavelló d'Egrima → Esgrima

### Complex Olímpic de la Zona Costanera de Faliro
- Estadi de la Pau i l'Amistat → Voleibol
- Centre Olímpic de Volei platja → Voleibol platja
- Pavelló d'Esports → Handbol (fase preliminar) i Taekwondo

### Atenes
- Centre Olímpic de Vela d'Hàgios Kosmàs → Vela
- Centre Olímpic d'Ano Liosia → Judo i Lluita
- Centre Olímpic de Galatsi → Tennis de taula i Gimnàstica rítmica
- Estadi Panathinaiko → Final de la prova de marató i Tir amb arc.
- Estadi Geórgios Karaiskakis → Futbol.

### Subseus
- Marató → Inici de la prova de marató i al Centre Olímpic de Skhiniàs: Piragüisme i Rem
- Olímpia → Antic Estadi Olímpic (atletisme: llançament de pes).
- Markópulo → Centre Olímpic Eqüestre de Markópulo: Hípica; i Centre Olímpic de Tir: Tir olímpic

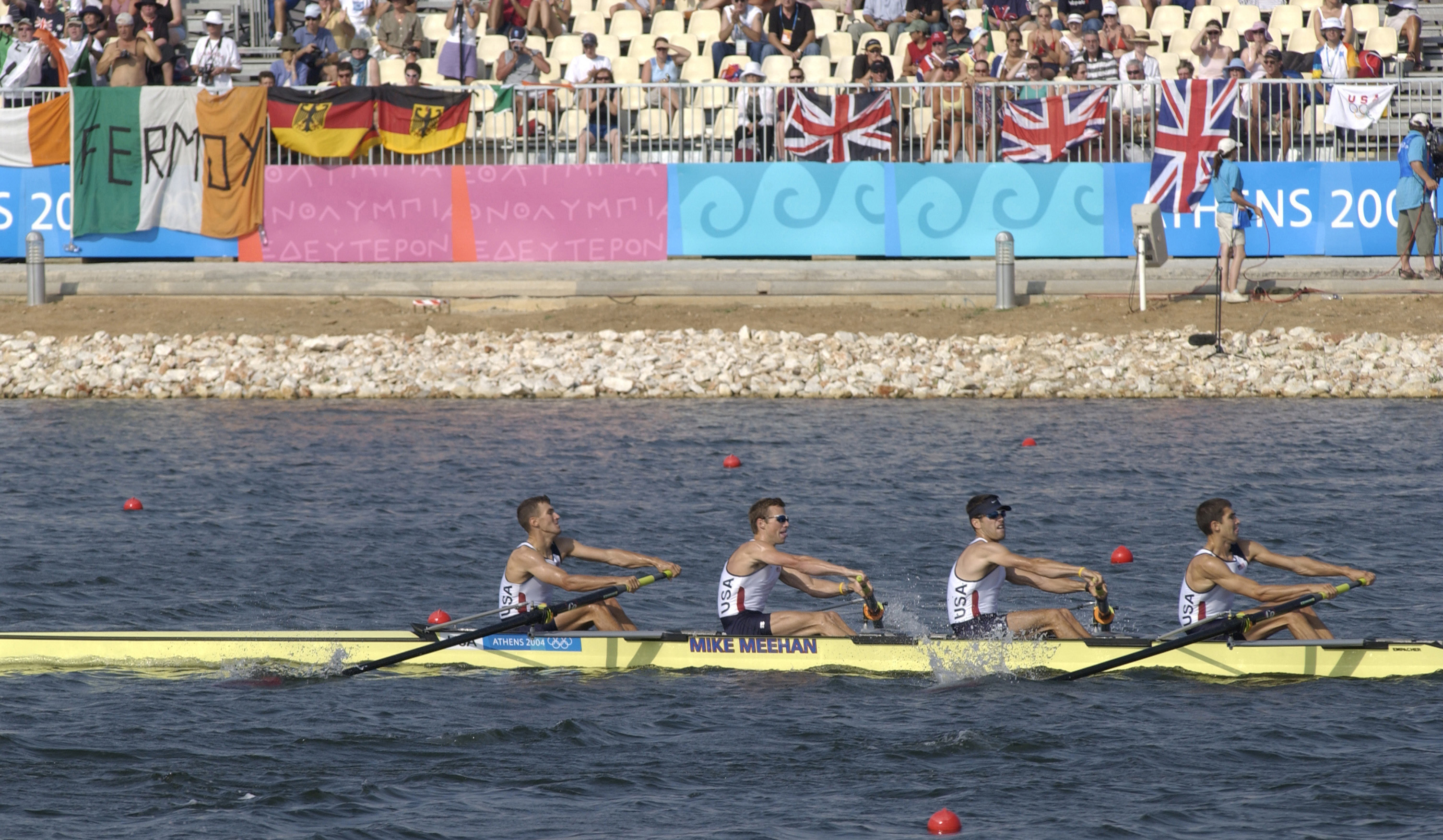
Prova de rem als Jocs Olímpics.

- Nikaia → Centre Olímpic de Níkea: Halterofília
- Parnitha → Circuit Olímpic de Ciclisme de muntanya
- Persisteri → Pavelló Olímpic de Boxa
- Vouliagmeni → Centre Olímpic Vouliagmeni: Triatló
- Tessalònica → Estadi Kaftanzoglio: Futbol
- Patres → Estadi Pampeloponnisiako: Futbol
- Càndia → Estadi Pankritio: Futbol
- Volos → Estadi Panthessaliko: Futbol

## Comitès participants

Comitès Olímpics participants a Atenes 2004.

Els 201 membres del COI sense excepció van participar en els Jocs Olímpics de 2004. Això suposa el nombre més alt de Comitès Olímpics Nacionals inscrits mai en uns Jocs Olímpics.
Les tres novetats respecte a l'edició anterior varen ser Afganistan (que tornava després de l'absència el 2000), Kiribati (qui va debutar a uns Jocs Olímpics) i Timor Oriental (que ja havia participat a Sydney amb quatre atletes, però sota la bandera olímpica). Així mateix els atletes de l'antiga Iugoslàvia passaren a participar sota la nova denominació del país, Sèrbia i Montenegro.
| Llista de CON participants | Llista de CON participants | Llista de CON participants |
| --- | --- | --- |
| - Afganistan - Albània ALB - Alemanya GER - Algèria ALG - Andorra AND - Angola ANG - Antigua i Barbuda ANT - Antilles Neerlandeses AHO - Aràbia Saudita KSA - Argentina ARG - Armènia ARM - Aruba ARU - Austràlia AUS - Àustria AUT - Azerbaidjan AZE - Bahames BAH - Bahrain BRN - Bangladesh BAN - Barbados BAR - Bèlgica BEL - Benín BEN - Bermudes BER - Belize BIZ - Belarús BLR - Bolívia BOL - Botswana BOR - Brasil BRA - Bòsnia i Hercegovina BIH - Brunei BRU - Bulgària BUL - Burkina Faso BUR - Burundi BDI - Bhutan BHU - Camerun CMR - Canadà CAN - Cap Verd CPV - Colòmbia COL - Comores COM - Corea del Nord PRK - Corea del Sud KOR - Costa d'Ivori CIV - Costa Rica CRC - Croàcia CRO - Cuba CUB - Dinamarca DEN - Djibouti DJI - Dominica DMA - Egipte EGY - Equador ECU - Eritrea ERI - Eslovàquia SVK - Eslovènia ESL - Espanya ESP - Estats Units USA - Estònia EST - Etiòpia ETH - El Salvador ESA - Fiji FIJ - Filipines PHI - Finlàndia FIN - França FRA - Gabon GAB - Gàmbia GAM - Geòrgia GEO - Ghana GHA - Grècia GRE - Grenada GRN | - Guatemala GUA - Guam GUM - Guinea GUI - Guinea Bissau GBS - Guinea Equatorial GEQ - Guyana GUY - Haití HAI - Hondures HON - Hongria HUN - Hong Kong HKG - Iemen YEM - Illes Caiman CAY - Illes Cook COK - Salomó SOL - Illes Verges Britàniques IVB - Illes Verges Americanes ISV - Índia IND - Indonèsia INA - Iran IRI - Iraq IRQ - Irlanda IRL - Islàndia ISL - Israel ISR - Itàlia ITA - Jamaica JAM - Jordània JOR - Japó JPN - Kazakhstan KAZ - Kenya KEN - Kiribati KIR - Kirguizstan KGZ - Kuwait KUW - Laos LAO - Letònia LAT - LES - Líban LIB - Libèria LBR - Líbia LBA - Liechtenstein LIE - Lituània LTU - Luxemburg LUX - Macedònia del Nord MKD - Madagascar MAD - Malàisia MAS - Malawi MAW - Micronèsia FSM - Maldives MDV - Mali MLI - Malta MLT - Marroc MAR - Mèxic MEX - Maurici MRI - Mauritània MTN - Moçambic MOZ - Moldàvia MDA - Mònaco MON - Mongòlia MGL - Myanmar MYA - Namíbia NAM - Nauru NRU - Nepal NEP - Nicaragua NCA - Níger NIG - Nigèria NGR - Noruega NOR - Nova Zelanda NZL - Oman OMA - Països Baixos NED | - Pakistan PAK - Palestina PLE - Panamà PAN - Paraguai PAR - Papua Nova Guinea PNG - Perú PER - Polònia POL - Portugal POR - Puerto Rico PUR - Qatar QAT - Regne Unit GBR - República Centreafricana CAF - R.D. del Congo COD - República de Palau PLW - Rep. del Congo CGO - República Dominicana DOM - Txèquia CZE - Romania ROM - Rússia RUS - Ruanda RWA - Saint Lucia LCA - Saint Kitts i Nevis SKN - Saint Vincent i les Grenadines VIN - Samoa SAM - Samoa Americana ASA - San Marino SMR - São Tomé i Príncipe STP - Senegal SEN - Sèrbia i Montenegro SCG - Seychelles SEY - Sierra Leone SLE - Singapur SIN - Síria SYR - Somàlia SOM - Suècia SWE - Suïssa SUI - Sudan SUD - Surinam SUR - Eswatini SWZ - Sri Lanka SRI - Sud-àfrica RSA - Tadjikistan TJK - Tailàndia THA - Tanzània TAN - Timor Oriental TLS - Tonga TGA - Togo TOG - Trinitat i Tobago TRI - Tunísia TUN - Turkmenistan TKM - Turquia TUR - Txad CHA - Txecoslovàquia TCH - Ucraïna UKR - Uganda UGA - Emirats Àrabs Units UAE - Uruguai URU - Uzbekistan UZB - Vanuatu VAN - Veneçuela VEN - Vietnam VIE - Xile CHI - R.P. de la Xina CHN - Xina-Taipei TPE - Xipre CYP - Zàmbia ZAM - Zimbàbue ZIM |

## Competició

### Esports
La Lluita lliure femenina va representar l'única novetat del programa olímpic. La resta d'esports estigueren presents als Jocs de Sydney 2000.

### Calendari
| ● | Cerimònia d'Obertura |  | Competició | ● | Final |  | Gala d'exhibició | ● | Cerimònia de Clausura |

| Agost                 | 11 Dx | 12 Dj | 13 Dv | 14 DS | 15 Dm | 16 Dl | 17 Dm | 18 Dx | 19 Dj | 20 Dv | 21 Ds | 22 Dg | 23 Dl | 24 Dm | 25 Dx | 26 dj | 27 Dv | 28 Ds | 29 Dg |
| --------------------- | ----- | ----- | ----- | ----- | ----- | ----- | ----- | ----- | ----- | ----- | ----- | ----- | ----- | ----- | ----- | ----- | ----- | ----- | ----- |
| Cerimònia             |       |       | ●     |       |       |       |       |       |       |       |       |       |       |       |       |       |       |       |       |
| Atletisme             |       |       |       |       |       |       |       |       |       | ●     | ●     | ●     | ●     | ●     | ●     | ●     | ●     | ●     | ●     |
| Bàdminton             |       |       |       |       |       |       |       |       | ●     | ●     | ●     |       |       |       |       |       |       |       |       |
| Bàsquet               |       |       |       |       |       |       |       |       |       |       |       |       |       |       |       |       |       | ●     |       |
| Beisbol               |       |       |       |       |       |       |       |       |       |       |       |       |       |       | ●     |       |       |       |       |
| Boxa                  |       |       |       |       |       |       |       |       |       |       |       |       |       |       |       |       |       | ●     | ●     |
| Ciclisme              |       |       |       | ●     | ●     |       |       | ●     |       | ●     | ●     | ●     | ●     | ●     |       | ●     | ●     |       |       |
| Esgrima               |       |       |       | ●     | ●     | ●     | ●     | ●     | ●     | ●     | ●     | ●     |       |       |       |       |       |       |       |
| Futbol                |       |       |       |       |       |       |       |       |       |       |       |       |       |       |       | ●     |       | ●     |       |
| Gimnàstica            |       |       |       |       |       | ●     | ●     | ●     | ●     | ●     | ●     | ●     |       |       |       |       | ●     | ●     |       |
| Halterofília          |       |       |       | ●     | ●     | ●     |       | ●     | ●     | ●     | ●     |       | ●     | ●     | ●     |       |       |       |       |
| Handbol               |       |       |       |       |       |       |       |       |       |       |       |       |       |       |       |       |       |       | ●     |
| Hípica                |       |       |       |       |       |       |       | ●     |       |       | ●     |       |       |       | ●     |       | ●     |       |       |
| Hoquei sobre herba    |       |       |       |       |       |       |       |       |       |       |       |       |       |       |       | ●     | ●     |       |       |
| Judo                  |       |       |       | ●     | ●     | ●     | ●     | ●     | ●     | ●     |       |       |       |       |       |       |       |       |       |
| Lluita                |       |       |       |       |       |       |       |       |       |       |       | ●     | ●     | ●     | ●     | ●     | ●     | ●     | ●     |
| Natació               |       |       |       | ●     | ●     | ●     | ●     | ●     | ●     |       | ●     | ●     |       |       | ●     | ●     |       |       |       |
| Natació sincronitzada |       |       |       |       |       |       |       |       |       |       |       |       |       |       | ●     |       | ●     |       |       |
| Pentatló modern       |       |       |       |       |       |       |       |       |       |       |       |       |       |       |       | ●     | ●     |       |       |
| Piragüisme            |       |       |       |       |       |       |       | ●     |       | ●     |       |       |       |       |       |       | ●     | ●     |       |
| Rem                   |       |       |       |       |       |       |       |       |       |       | ●     | ●     |       |       |       |       |       |       |       |
| Salts                 |       |       |       | ●     |       | ●     |       |       |       |       |       | ●     |       | ●     |       | ●     |       | ●     |       |
| Softbol               |       |       |       |       |       |       |       |       |       |       |       |       | ●     |       |       |       |       |       |       |
| Taekwondo             |       |       |       |       |       |       |       |       |       |       |       |       |       |       |       | ●     | ●     | ●     | ●     |
| Tennis                |       |       |       |       |       |       |       |       |       |       | ●     | ●     |       |       |       |       |       |       |       |
| Tennis de taula       |       |       |       |       |       |       |       |       |       | ●     | ●     | ●     | ●     |       |       |       |       |       |       |
| Tir                   |       |       |       | ●     | ●     | ●     | ●     | ●     | ●     | ●     | ●     | ●     |       |       |       |       |       |       |       |
| Tir amb arc           |       |       |       |       |       |       |       | ●     | ●     | ●     | ●     |       |       |       |       |       |       |       |       |
| Triatló               |       |       |       |       |       |       |       |       |       |       |       |       |       |       | ●     | ●     |       |       |       |
| Vela                  |       |       |       |       |       |       |       |       |       |       |       | ●     | ●     | ●     | ●     | ●     |       | ●     |       |
| Voleibol              |       |       |       |       |       |       |       |       |       |       |       |       |       |       |       |       |       | ●     | ●     |
| Voleibol platja       |       |       |       |       |       |       |       |       |       |       |       |       |       | ●     | ●     |       |       |       |       |
| Waterpolo             |       |       |       |       |       |       |       |       |       |       |       |       |       |       |       | ●     |       |       | ●     |
| Cerimònia             |       |       |       |       |       |       |       |       |       |       |       |       |       |       |       |       |       |       | ●     |
| Agost                 | 11 Dx | 12 Dj | 13 Dv | 14 DS | 15 Dm | 16 Dl | 17 Dm | 18 Dx | 19 Dj | 20 Dv | 21 Ds | 22 Dg | 23 Dl | 24 Dm | 25 Dx | 26 dj | 27 Dv | 28 Ds | 29 Dg |

### Medaller
Els Estats Units es van imposar al medaller per tercera edició consecutiva. La novetat va resultar el segon lloc de la Xina, el millor en totes les seves participacions anteriors. Rússia, malgrat guanyar més medalles que la Xina, va ser tercera.

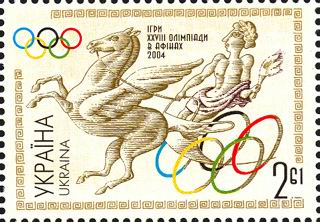
Segell commemoratiu ucraïnès dels Jocs Olímpics d'estiu de 2004.

| Pos. | Comitè Olímpic        | Or | Plata | Bronze | Total |
| 1    | Estats Units (USA)    | 35 | 40    | 26     | 101   |
| 2    | R.P. de la Xina (CHN) | 32 | 17    | 14     | 63    |
| 3    | Rússia (RUS)          | 28 | 26    | 38     | 92    |
| 4    | Austràlia (AUS)       | 17 | 16    | 17     | 50    |
| 5    | Japó (JPN)            | 16 | 9     | 12     | 37    |
| 6    | Alemanya (GER)        | 13 | 16    | 20     | 49    |
| 7    | França (FRA)          | 11 | 9     | 13     | 33    |
| 8    | Itàlia (ITA)          | 10 | 11    | 11     | 32    |
| 9    | Corea del Sud (KOR)   | 9  | 12    | 9      | 30    |
| 10   | Regne Unit (GBR)      | 9  | 9     | 12     | 30    |

### Medallistes més guardonats
Categoria masculina
| Nom                       | CON           | Disciplina | Or | Plata | Bronze | Total |
| Michael Phelps            | Estats Units  | Natació    | 6  | 0     | 2      | 8     |
| Ian Thorpe                | Austràlia     | Natació    | 2  | 1     | 1      | 4     |
| Aaron Peirsol             | Estats Units  | Natació    | 3  | 0     | 0      | 3     |
| Pieter van den Hoogenband | Països Baixos | Natació    | 1  | 2     | 0      | 3     |
| Paul Hamm                 | Estats Units  | Gimnàstica | 1  | 2     | 0      | 3     |
| Grant Hackett             | Austràlia     | Natació    | 1  | 2     | 0      | 3     |

Categoria femenina
| Nom                     | CON           | Disciplina | Or | Plata | Bronze | Total |
| Natalie Coughlin        | Estats Units  | Natació    | 2  | 2     | 1      | 5     |
| Petria Thomas           | Austràlia     | Natació    | 3  | 1     | 0      | 4     |
| Inge de Bruijn          | Països Baixos | Natació    | 1  | 1     | 2      | 4     |
| Jodie Henry             | Austràlia     | Natació    | 3  | 0     | 0      | 3     |
| Cătălina Ponor          | Romania       | Gimnàstica | 3  | 0     | 0      | 3     |
| Veronica Campbell-Brown | Jamaica       | Atletisme  | 2  | 0     | 1      | 3     |

## Cerimònia de clausura
Els jocs van finalitzar el 29 d'agost. La cerimònia de clausura es va fer a l'Estadi Olímpic d'Atenes, on es van inaugurar 16 dies abans. S'estima que l'assistència va ser d'uns 70.000 espectadors.
L'acte va començar amb la participació de músics grecs com ara Kharis Alexiou, Eleftheria Arvanitaki, Dimitra Galani, Giorgos Dalaras i Sakis Ruvàs, i al mateix temps milers d'actors realitzaven espectacles en el terreny. Tot després es van lliurar els premis de l'última competició, la marató masculina.
A continuació, cada país participant va estar representat amb un atleta amb la seua bandera que anava seguit de la resta d'esportistes amb les delegacions i, finalment, es van escoltar els discursos de clausura i els himnes de Grècia i de la Xina. L'alcalde d'Atenes va passar la bandera olímpica al de Pequín i, després d'una petita actuació d'actors xinesos, es van clausurar oficialment els Jocs Olímpics d'Atenes 2004.

## Moments destacats

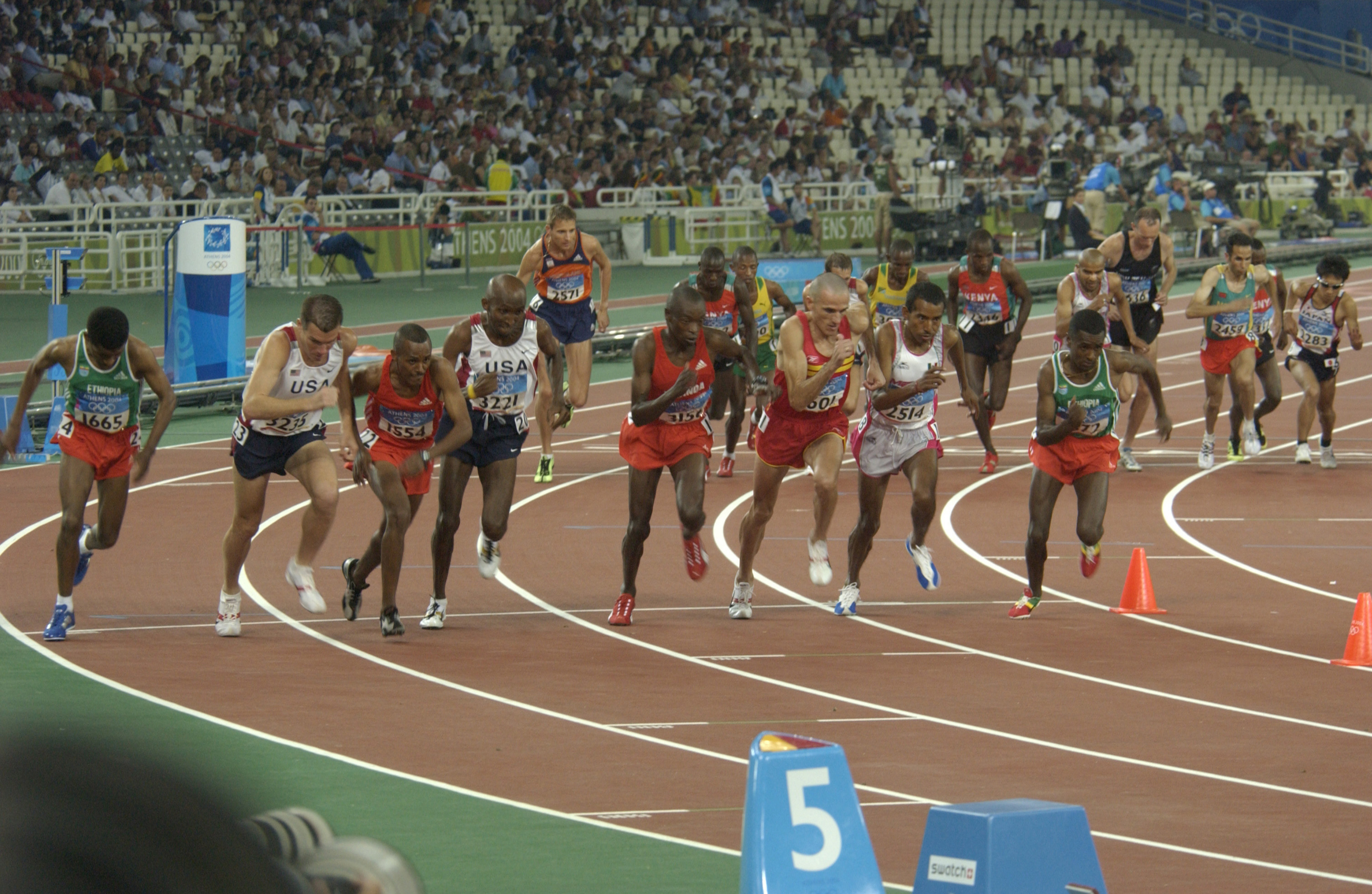
Imatge de la prova dels 10.000 m llisos.

- El nedador estatunidenc Michael Phelps va ser el rei indiscutible dels Jocs. Guanyà fins a sis medalles d'or (100 m i 200 m papallona, 200 m i 400 m estils i relleus 4x200 lliures i 4x100 estils), que pugen a vuit si afegim els dos bronzes (200 m lliures i relleus 4x100 lliures). Aquesta marca iguala la del gimnasta soviètic Alexandr Ditiatin a Moscou '80 com a rècord de medalles en una sola edició olímpica. Phelps va superar el registre de Mark Spitz a Munic '72 pel que fa al nombre de medalles, però no va igualar la xifra de set medalles d'or.
- L'actuació de Phelps va deslluir la dels protagonistes de Sydney 2000. Pieter van den Hoogenband se'n va endur tres medalles més: una d'or (100 m lliures) i dos d'argent (200 m lliures i relleus 4x100 lliures), amb el que feia set medalles olímpiques. Ian Thorpe va guanyar l'or en 200 m i 400 m lliures, la plata en relleus 4x200 lliures i el bronze en 100 m lliures. Això feia un total de nou medalles olímpiques.
- L'atleta marroquí Hixam el Guerrouj havia dominat durant quasi una dècada la prova de 1.500 m, però no tenia cap medalla d'or olímpica. Finalment, i amb la retirada pròxima, va aconseguir-ho en Atenes. A més a més també va ser primer als 5.000 m. Aquest doblet només l'havia assolit el finlandès Paavo Nurmi en 1924.

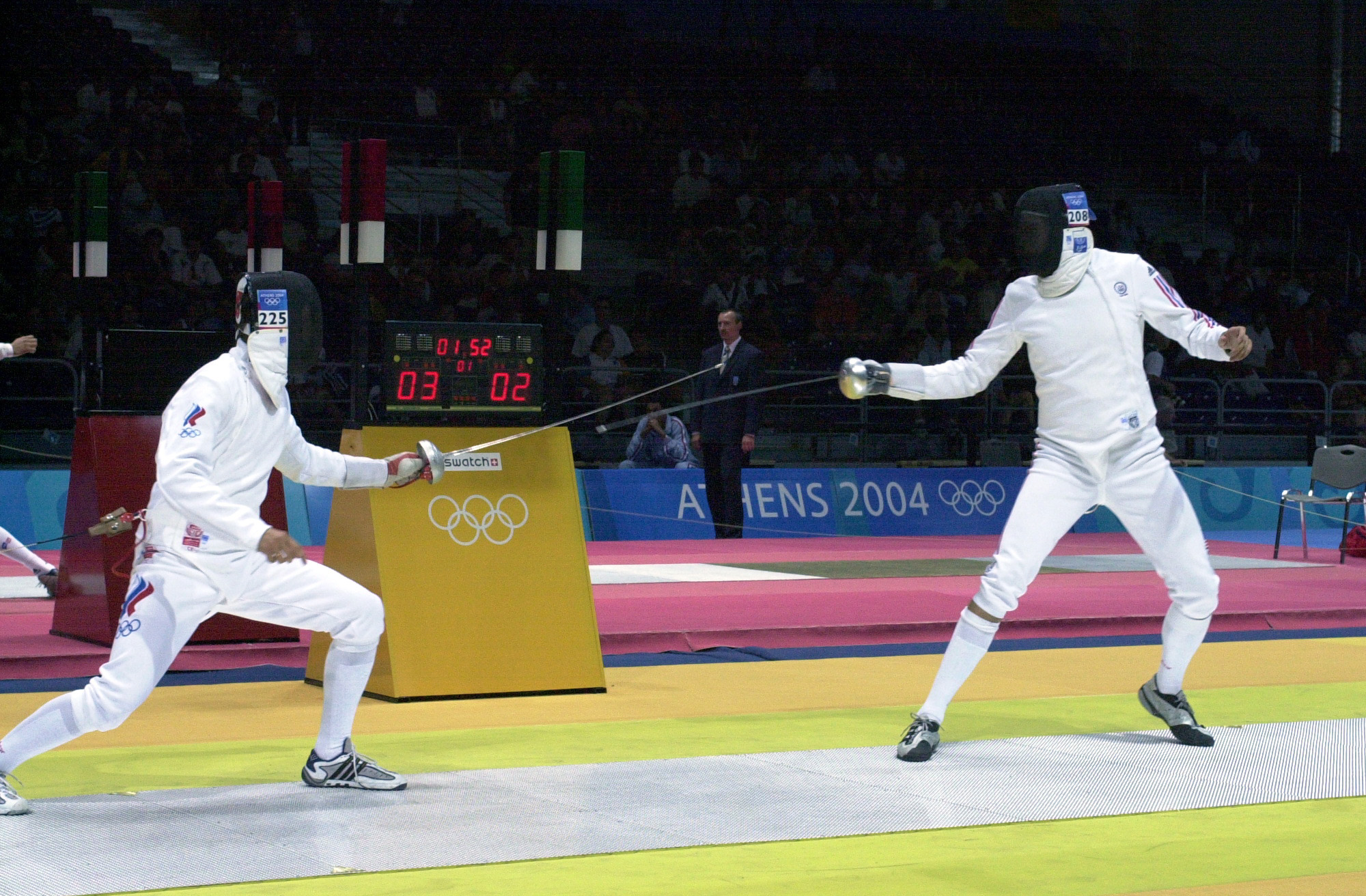
Imatge de la prova d'esgrima.

- La piragüista alemanya Birgit Fischer continuà ampliant la seva llegenda. Va guanyar una medalla d'or (K4 500 m) i altra de plata (K2 500 m). Es va convertir així en la primera dona a obtindre una medalla d'or en sis edicions dels Jocs Olímpics i dues medalles en cinc edicions diferents. En total ja són dotze medalles olímpiques, vuit d'or i quatre d'argent.
- La neerlandesa Leontien van Moorse va ser la primera ciclista que s'adjudicava sis medalles, quatre d'or, al llarg de la seva carrera olímpica. Va afegir una medalla d'or (Contrarellotge) i altra de bronze (Persecució individual) a les quatre que ja s'havia penjat a Sydney.
- L'any de la seva retirada, el marxador polonès Robert Korzeniowski va vèncer per tercer cop consecutiu la cursa de 50 km marxa. Era la quarta medalla olímpica d'or del marxador més premiat de tots el temps.
- En l'atletisme femení, la britànica Kelly Holmes aconseguí un doblet en guanyar els 800 m i els 1.500 m.
- Ielena Issinbàieva va guanyar la prova de salt de perxa amb el seu cinquè rècord mundial.
- El judoka Tadahiro Nomura va igualar la marca de tres medalles olímpiques de David Douillet, però la va superar en la qualitat dels metalls, ja que totes les del japonés eren d'or.
- En tir amb arc les coreanes continuaren el seu domini absolut des de Los Angeles '84. Park Sung-Hyun va guanyar les medalles d'or en individual i per equips a més de batre el rècord del món.
- El veterà tirador olímpic xinès Wang Yifu, de quaranta-quatre anys, va tornar a vèncer en la competició de pistola d'aire a 10 m. Anteriorment ja ho havia aconseguit a Barcelona '92, a més de guanyar altres quatre medalles olímpiques en diferents cites.
- En Halterofília la turca Nurcan Taylan va aconseguir un nou rècord mundial en alçar 210 quilos en la categoria de fins a 48 quilos de pes. Era també la primera dona turca en guanyar una medalla d'or olímpica.
- Argentina va ser la campiona de dos tornejos d'esports per equips: el futbol i el bàsquet. Feia 52 anys que els sud-americans no guanyaven cap medalla d'or.
- El tennista xilè Nicolas Massu va dominar completament la competició guanyant les dues medalles d'or en individuals i dobles. Fins llavors Xile no havia guanyat mai una medalla d'or en els Jocs Olímpics.
- El gimnasta rus Aleksei Némov va disputar els seus darrers Jocs Olímpics sense afegir cap altra medalla al seu extens palmarès. A la final de barra fixa el jutges van qualificar el seu exercici amb una nota que el públic va considerar insuficient, i per això començà una sonora xiulada que va aturar la competició un quart d'hora. Malgrat que el jutges van pujar la puntuació, no es va tornar a la normalitat fins que el mateix Nemov pujà a demanar silenci al mateix temps que es mostrava agraït pel suport.
- En la competició femenina Romania tornà a dominar, amb Cătălina Ponor com a estrela per les seves tres medalles d'or.
- La polèmica local va estar centrada en Konstandinos Kenderis i Katerina Thanou. El dos corredors van ser medallistes a Sydney, i per això eren la màxima esperança grega en atletisme. Però un dia abans que començaren els Jocs no van passar un control antidòping. Els dos atletes i el seu entrenador van ser acusats de fingir un accident de moto que va tindre els esportistes uns dies ingressats a l'hospital. No van competir a Atenes encara que, finalment, van ser exculpats.
- L'altre incident esportiu conflictiu es va produir a la prova de marató masculina. Quan el brasiler Vanderlei de Lima anava primer un espectador el va empényer. L'agresor resultà ser un antic sacerdor anomenat Cornelius Horan, conegut per interrompre altres esdeveniments esportius. De Lima va ser ajudat pel públic i va aconseguir acabar la carrera en tercer lloc, aclamat a l'estadi Panathinaiko. La Federació Brasilera va protestar el resultat, però el COI el va mantindre. Malgrat tot, de Lima va rebre la medalla Pierre de Coubertin.